# Орловы
Орло́вы — русские княжеские, несколько графских и древних дворянских родов различного происхождения, а также фамилия многих русских представителей духовенства, крестьян, купцов, мещан и казаков.

## Фамилии
Существуют шесть дворянских фамилий Орловых, из которых пять внесены в Гербовник:
1. Потомство мужа честна Льва Ивановича, выехавшего из Пруссии (1393) (в гербовник не внесены).
2. Потомки Ивана, Тараса и Герасима Ивановичей Орловых, московских дворян (1627). Сюда принадлежат графы Орловы, князь Григорий Григорьевич Орлов, граф Орлов-Чесменский и князья Орловы (Герб. Часть I № 23 и 24. Герб. Часть X. № 9. Герб. Часть XI. № 6. Герб. Часть XII. № 10).
3. Потомство Иова Осиповича Орлова, за которым состояли поместья (1651) (Герб. Часть VIII. № 91).
4. Потомство Василия, Алексея и Михаила Петровичей Орловых, из которых Василий Васильевич имел орден Святого Георгия III степени (1789). От них происходят графы Орловы-Денисовы и граф Алексей Фёдорович Орлов-Денисов-Никитин (Герб. Часть V. № 150. Герб. Часть VIII № 4).
5. Потомство московского гражданина Ивана Дмитриевича Орлова, возведённого в дворяне (1797) (Герб. Часть VIII. № 143).
6. Пётр Петрович Орлов, утверждённый в дворянстве (1864) (Герб. Часть VIII. № 128)[1][2].

Имеется также много дворянских родов Орловых более позднего происхождения.

## Происхождение и история родов

### Потомство мужа честна Льва
Древнейший из всех дворянских и титулованных родов Орловых происходит от легендарного «мужа честна», именем Лев Иванович, выехавшего, «из Немец» к великому князю Василию Дмитриевичу (1393). У него было двое внуков: Дмитрий и Елизар Гавриловичи. Правнук Дмитрия Гавриловича Василий Тимофеевич Орёл был родоначальником Орловых. В смутное время убиты поляками двое Орловых, один под Смоленском (1634).
- Генерал-поручик Иван Михайлович Орлов был клинским предводителем дворянства и членом военной конторы (1755—1760). В Москве в 1738 г. имел двор с баней на улице вдоль Белого Города (сейчас Покровский бульвар) на углу с Подкопаевским переулком (современный Большой Трёхсвятительский) в приходе церкви Трёх Святителей размером в 50 м по улице и 100 м по переулку. Поместье имел в деревне Борозде под Клином.

Этот род Орловых внесён в IV часть дворянской родословной книги Московской губернии. Одного происхождения с родами Беклемишевых и Княжниных (оба происходят от Елизара Гавриловича), а также Козловых, Щепотьевых, Щулепниковых и Змиёвых.

### Графский род Орловых
Сами Орловы считали основателем графского рода помещика Лукьяна Ивановича Орлова, владельца деревни Люткино Бежецкого уезда Тверской губернии, где находились могилы предков Орловых при церкви погоста Бежицы Бежицкого уезда. Недалеко от Бежиц располагается и родовая деревня Орловых Люткино. Родословную Лукьяна Ивановича графы Орловы пытались возвести к древнему дворянскому нетитулованному роду от мужа честна Льва, но документальных подтверждений этому уже изначально не было найдено.
Сын Лукьяна Ивановича — Владимир Лукьянович был губным старостой Бежецкого верха (1613), а внук Иван Иванович в конце XVII века служил подполковником одного из стрелецких московских полков, участвовал в стрелецком бунте и был приговорён к казни. Согласно легенде, когда Иван Орлов поднялся на эшафот, ему под ноги свалилась отрубленная голова казнённого стрельца. Орлов пнул голову так, что она слетела с помоста, засмеялся и, подойдя к плахе, сказал присутствующему царю: «Отодвинься, государь. Здесь не твоё место — моё». Пётр помиловал Орлова за удаль.
Граф Владимир Орлов-Давыдов считал, что Григорий Никитич Орлов — воевода в Пелыме (1614—1619), Саратове (1624—1633), Мангазее (1633—1640) — был племянником Лукьяна Ивановича.
Правнук Владимира Лукьяновича — Григорий Иванович († 1746) новгородский губернатор. Его сыновья — Иван, Григорий, Алексей, Фёдор и Владимир.

#### Братья Орловы

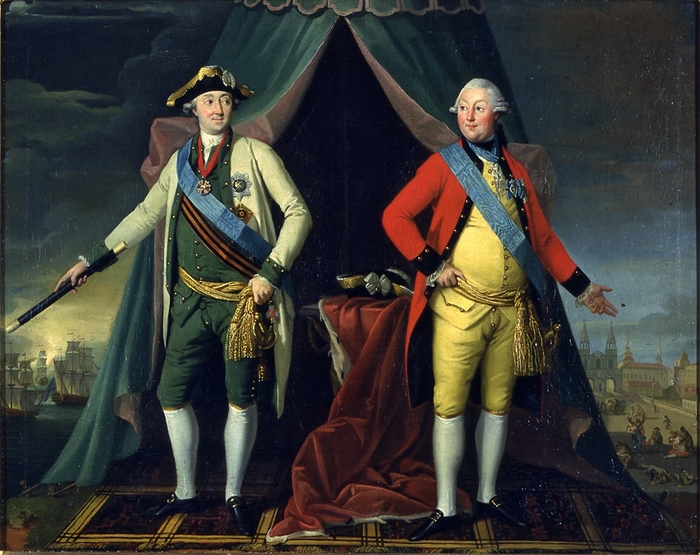
Братья Орловы, Алексей и Григорий

Иван Григорьевич (1733—1791) — старший из братьев, с их согласия «полновластно управлял» общим имением, насчитывавшим около 19 тысяч душ крепостных (с 1768). Имелись известия о его богатом книжном собрании, часть которого была подарена Екатерине II, Г. Г. Орлов купил библиотеку и рукописи М. В. Ломоносова.
Григорий Григорьевич (1734—1783) — граф Российской империи, светлейший князь Римской империи. Служа в Санкт-Петербурге в артиллерии, он стал центром и вождём недовольных Петром III. В перевороте 28 июня 1762 года Орлов сыграл видную роль и стал любимцем императрицы: возведён в графское достоинство и назначен генерал-адъютантом, генерал-директором инженеров, генерал-аншефом и генерал-фельдцейхмейстером. Распространялись слухи о браке его с Екатериной II. Его влияние возросло ещё больше после открытия заговора Хитрово, покушавшегося на жизнь всех Орловых. Выдающимся деятелем Орлов не был, но, обладая чутким умом к вопросам дня и добрым сердцем, он был полезным советником императрицы и участником всех наиболее симпатичных начинаний первого периода её царствования. Г. Г. Орлов один из первых высказал мысль об освобождении греков от турецкого владычества. В 1771 году он был послан в Москву «с полною мочью» для прекращения чумы. Удачное исполнение этого поручения императрица увековечила золотой медалью и сооружением в Царском Селе триумфальных ворот с надписью: «Орловым от беды избавлена Москва». Императрица дозволила ему принять от римского императора (1772), присланный ему на княжеское достоинство Римской империи диплом, соизволяя ему именоваться навсегда Римской империи светлейшим князем. После возвышения Г. А. Потёмкина (1774) Орлов, утративший всякое значение при дворе, уехал за границу, женившись на своей двоюродной сестре Зиновьевой, и вернулся в Москву лишь за несколько месяцев до смерти, страдая умопомешательством со дня смерти жены (1781). Орлов отличался любовью к физике и естественным наукам и покровительствовал Ломоносову и Фонвизину. По словам Екатерины «Г. Г. Орлов был génie, силен, храбр, решителен, mais doux comme un mouton il avait le coeur d’une poule». M. M. Щербатов, не любивший Орлова, отдаёт, однако, справедливость его доброте. Потомства он не оставил, за исключением внебрачного сына с Екатериной Великой — графа Бобринского.
Его брат, граф Алексей Григорьевич (1737—1808) — генерал-аншеф. Сыграл (1762) не менее выдающуюся роль, чем его брат Григорий. Он отвёз Петра III в Ропшу. Назначен главнокомандующим флота, посланного против Турции под Чесмою истребил турецкий флот и тем открыл путь к завоеванию архипелага (1770). Острова Тенедос, Лемнос, Митилена, Парос и другие были покорены в самое короткое время. Многие корабли египетские, тунисские и другие, спешившие на помощь туркам, были захвачены русскими. Алексей Григорьевич был пожалован титулом Чесменский (1774), в том же году он вышел в отставку и поселился в Москве. Соединением пород арабской и фрисландской он образовал славящуюся до сих пор породу орловских рысаков, а арабской и английской — верховую породу. Любимыми забавами его были народные гулянья, цыганское пение и кулачный бой. Командовал (1806—1807) земской милицией пятой области, снаряжённой почти исключительно на его средства. По словам Гельбига, Орлов оставил 5 млн рублей и 30 тысяч крестьян.

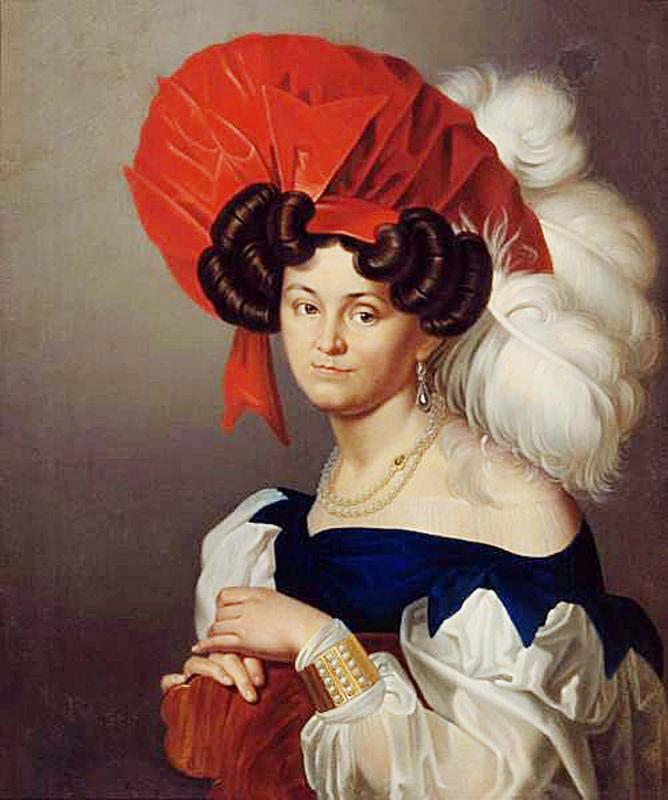
Анна Алексеевна Орлова-Чесменская

Его дочь, графиня Анна Алексеевна (1785—1848), после смерти отца, воспитанная в роскоши, фрейлина двора, отправилась в паломничество по монастырям и вскоре, под влиянием иеромонаха Амфилохия, епископа Иннокентия и особенно архимандрита Юрьева монастыря Фотия, отказалась от светской жизни, поселилась в Юрьевском монастыре и из своих обширных средств благотворила монастырям, преимущественно Юрьевскому. О её отношениях к Фотию много говорилось в печати.

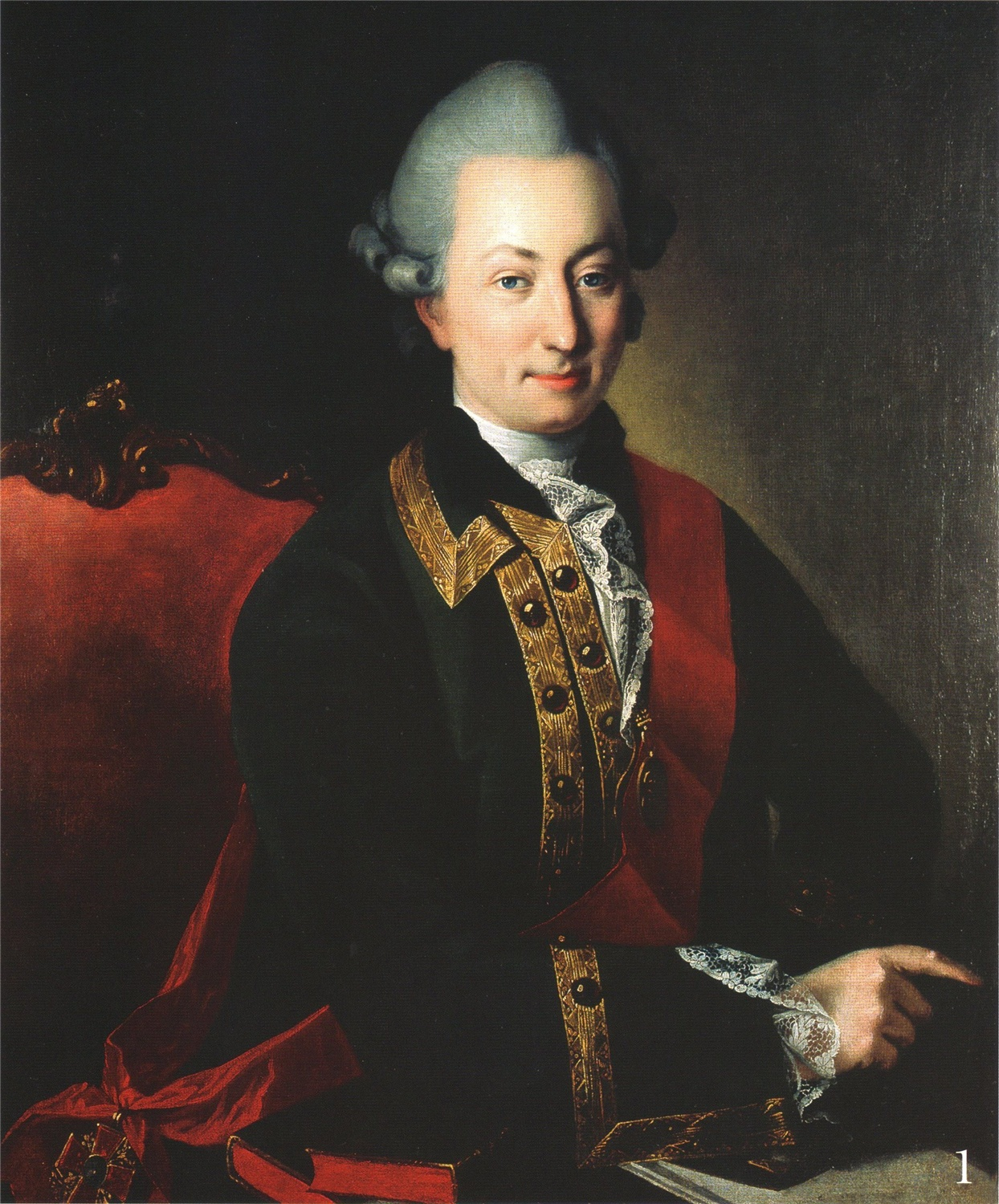
Портрет Ф. Г. Орлова
работы Христинека.

Граф Фёдор Григорьевич Орлов (1741—1796) участвовал в Семилетней войне. Вместе с братьями был главным участником переворота (1762), после чего назначен обер-прокурором сената. В турецкую войну, находясь в эскадре адмирала Спиридова, отличился при взятии крепости Короны. Под Чесмою один из первых прорвал линию турецкого флота. При острове Гидра обратил в бегство 18 турецких судов. Все эти подвиги Орлова увековечены Екатериной II установкой в Царском Селе колонны высотой в 5 саженей, украшенной корабельными носами. С 1775 г. в отставке. Женат не был, но имел пятерых «воспитанников», которым Екатерина II даровала (1796) потомственное дворянство и фамилию Орловых.
Граф Владимир Григорьевич Орлов (1743—1831) получил образование в Лейпцигском университете. Назначенный директором Академии наук, он вёл оживлённые сношения с учёными и писателями, устраивал научные экспедиции (Паллас), много заботился о русских молодых людях, обучавшихся за границей, принимал меры к распространению в переводах произведений классических писателей, предпринял вместе с другими труд составления словаря русского языка, но не мог настоять на том, чтобы академические протоколы писались на русском языке. Так как он не знал латинского языка, то они составлялись на немецком языке. Сопровождал императрицу в её путешествии по Волге, о котором оставил записки и во время которого перевёл одну главу Мармонтелева «Велизария». В 1775 году оставил службу и жил в своём подмосковном имении. В его биографии помещена переписка и дневники путешествий в Киев и за границу.
Граф Владимир имел одного бездетного сына, сенатора Григория Владимировича, жившего большей частью в Париже. Он написал «Memoires historiques, politiques et littéraires sur le royaume de Naples» (1819—1825), «Essai sur l’histoire de la musique en Italie» (1822), «Essai sur l’histoire de la peinture en Italie» (1823), «Voyage dans une partie de la France» (1824), «Fables de Kryloff» (1825) и др.

#### Графский род Орловых-Давыдовых
Одна из дочерей графа Владимира Григорьевича Орлова Наталья Владимировна (1782—1819) была замужем за тайным советником Петром Львовичем Давыдовым (1782—1842).
Сын последней, писатель, тайный советник и почётный член Академии наук Владимир Петрович Давыдов (1809—1882), получил (1856) титул и фамилию графа Орлова и стал именоваться Орловым-Давыдовым.
Род графов Орловых внесён в V часть родословной книги Московской губернии (Гербовник, I, 23 и 24).

### Княжеский род Орловых

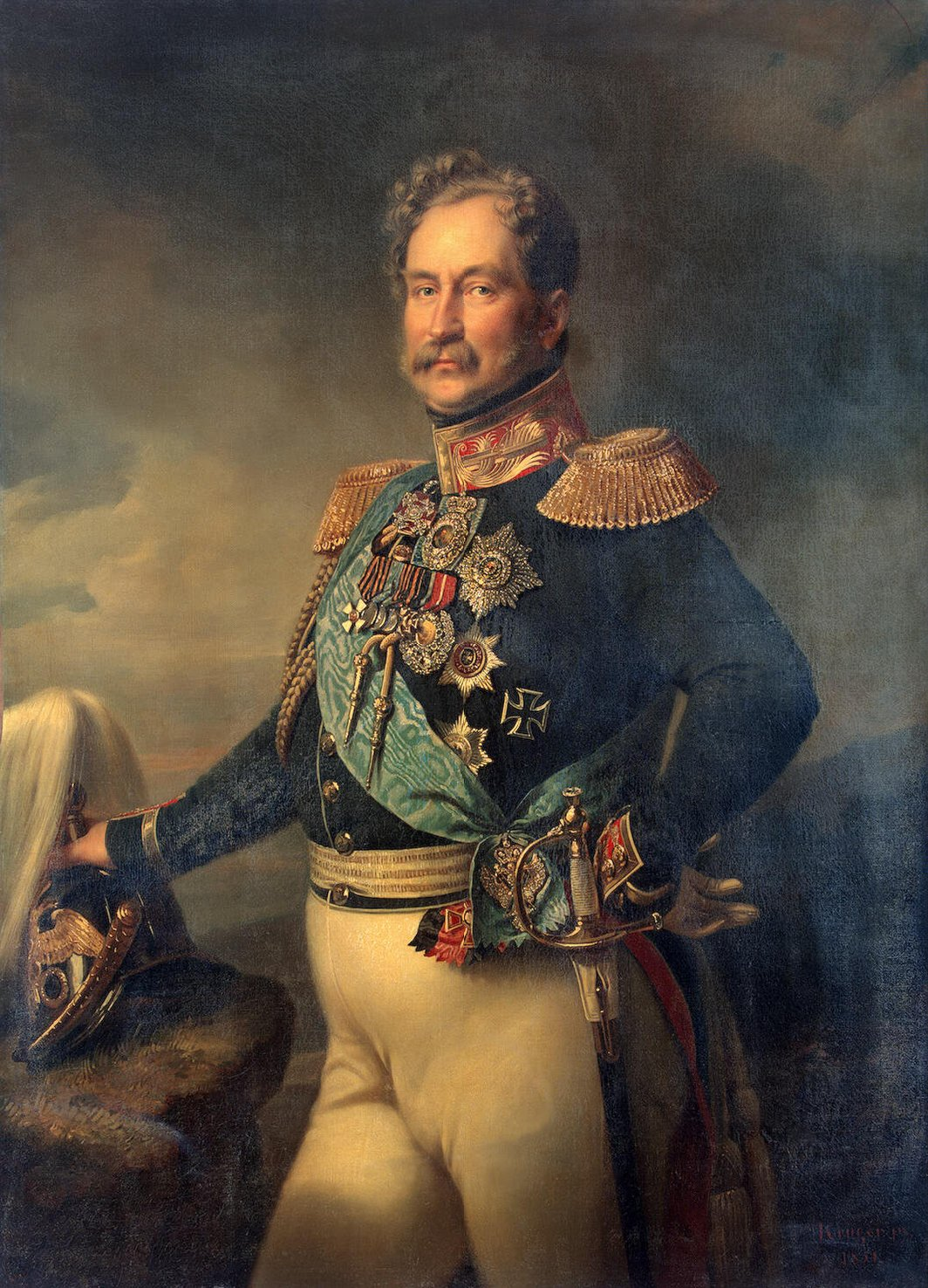
Крюгер, Франц.
Портрет А. Ф. Орлова.

Княжеский род происходит от князя Алексея Фёдоровича Орлова, побочного сына графа Фёдора Григорьевича Орлова. Род князей Орловых внесён в V часть родословной книги Санкт-Петербургской губернии (Гербовник, X, 9; XI, 6; XII, 10).
Князь Алексей Фёдорович (1787—1862) — генерал-адъютант, принимал участие во всех наполеоновских войнах с 1805 года до взятия Парижа. В звании командира лейб-гвардии конного полка участвовал в усмирении бунта 14 декабря 1825 года, за что был удостоен графского достоинства. Русско-турецкая война 1828—1829 годов принесла Орлову чин генерал-лейтенанта. С этих пор начинается дипломатическая карьера Орлова. При заключении мирного трактата в Адрианополе Орлов был полномочным министром, в 1833 году чрезвычайным послом в Константинополе и главнокомандующим черноморским флотом и всеми десантными войсками, заключил Гункьяр-Скелиссийскую конвенцию, исполнял затем ряд дипломатических поручений в Вене (1835), Берлине. Между прочим, в 1854 году был послан в Вену с целью привлечь Австрию на сторону России, но успеха не достиг. Был одним из уполномоченных, заключивших Парижский мирный трактат (1856). Член государственного совета (с 1836). Сопровождал императора Николая I в путешествиях его по России и за границей (с 1837). Шеф жандармов и главный начальник III Отделения Собственной, Его Императорского Величества, Канцелярии (с 1844). Возведённый в княжеское достоинство (1856), назначен председателем государственного совета и комитета министров. В отсутствие императора, председательствовал в комитете по крестьянскому делу (1857). К освобождению крестьян он относился враждебно.
Единственный его сын от брака с Ольгой Жеребцовой (1807—1872), князь Николай (1827—1885) — дипломат и писатель. Сначала служил в военной службе, тяжело ранен во время крымской кампании, позже был посланником в Брюсселе (1860—1870), послом в Париже (1870—1882) и Берлине (1882—1885). Его записка об отмене телесных наказаний способствовала реформе (17 апреля 1863). Он высказывался также в пользу улучшения положения раскольников. Написал «Очерк трехнедельного похода Наполеона против Пруссии в 1806 году» (Санкт-Петербург, 1856).
Брат князя Алексея Фёдоровича, Михаил (1788—1842) — генерал-майор, флигель-адъютант императора Александра I, занимал видное место в среде генералов Александровской эпохи (заключил первую капитуляцию Парижа). Во время ссылки А. С. Пушкина на юг России оказывал поэту покровительство. За участие в образовании «Союза благоденствия» уволен со службы (1826).

## Описание гербов

### Герб графа Григория Орлова, имеющего титул князя Римской империи

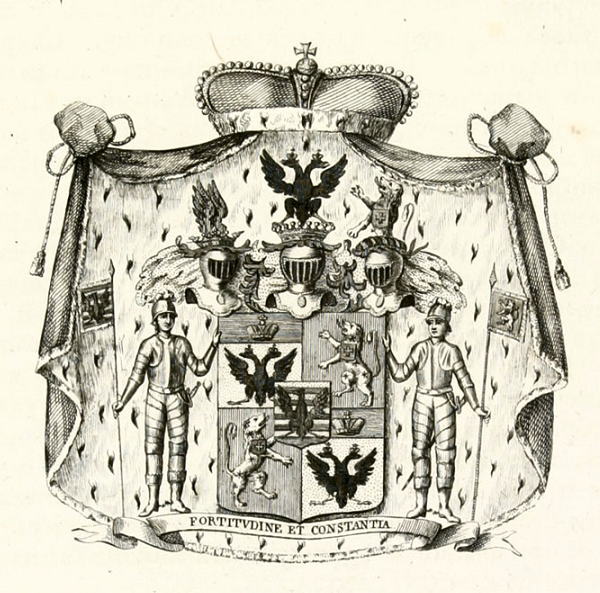
Герб графа Орлова, имеющего титул князя Римской империи

В щите, разделённом на четыре части изображены: в первом и четвёртом золотых полях по одному двуглавому, коронованному золотыми коронами, орлу с распростёртыми крыльями, у которых красные языки, клюв и лапы золотые, а сверху этих полей золотая российская императорская корона; во втором и третьем красных полях бодрые, готовые к сражению львы горностаевого вида с загнутыми хвостами, с выставленными золотыми языками и когтями, у каждого льва на груди голубой щиток с золотым крестом. В середине расположен щиток, десятикратно разлинованный горизонтально золотыми и голубыми полосами, на котором красный орёл с распростёртыми крыльями, с золотым клювом и крыльями, у которого голова обращена на правую сторону. Сверху всего большого щита положены три турнирных обыкновенных шлема, с золотыми обручами и украшенные свойственными им клейнодами и цепями. Средний и второй с правой стороны шлем имеют золотые венцы, а третий с левой стороны украшен голубыми и серебряными косыми полосами. Первый держит на себе вышеописанного двуглавого орла, второй украшен двумя сомкнутыми красными орлиными крыльями, а из третьего восстаёт описанный выше лев. Боры испещрены к правой стороне голубым и золотым, а к левой — красным и золотым цветами. Щит держат два вооружённых стальными латами и мечами подпоясанных воина, держащие в руках знаки с изображёнными на них: с правой стороны — родовым гербом, с левой стороны — вышеописанным львом в тех же полях и положении. Весь щит покрыт епанчей и шапкой, принадлежащей княжескому достоинству, с приложенной внизу золотой надписью: «FORTITUDINE ET CONSTANTIA», что в переводе с латыни означает «храбростию и постоянством».

### Герб рода графов Орловых

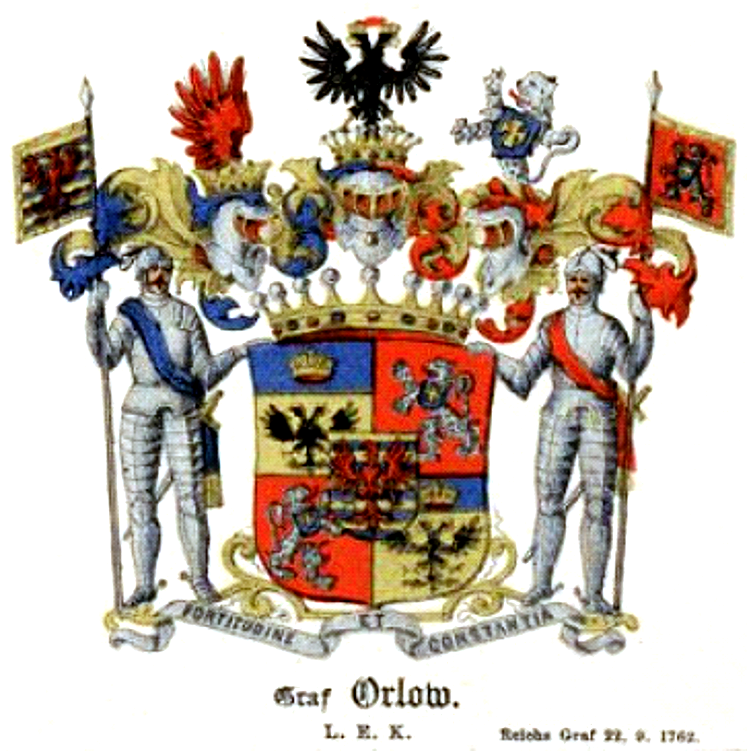
Герб рода графов Орловых

Военный прямостоящий разделённый на четыре части щит с наложенным в середине малым щитком, покрытым поперечными полосами золотого и голубого цвета, в котором расположен красный орёл с распростёртыми крыльями, с золотым клювом и крыльями и обращённой на правую сторону головой, являющийся родовым гербом фамилии Орловых. В первом и четвёртом золотых полях щита по одному двуглавому, коронованному золотыми коронами, орлу с распростёртыми крыльями, у которых красные языки, клюв и лапы золотые, а сверху этих полей золотая российская императорская корона; во втором и третьем красных полях бодрые, готовые к сражению львы горностаевого вида с загнутыми хвостами, с выставленными золотыми языками и когтями, у каждого льва на груди голубой щиток с золотым крестом. Сверху щита наложена обыкновенная свойственная графам Российской империи корона, на которой поставлены три турнирных шлема. Средний и второй с правой стороны шлем имеют золотые венцы, а третий с левой стороны украшен голубыми и серебряными косыми полосами. Первый держит на себе вышеописанного двуглавого орла, второй украшен двумя сомкнутыми красными орлиными крыльями, а из третьего восстаёт описанный выше лев. Шлемовый намёт с правой стороны голубого цвета, с левой — красного цвета и подложен золотом. Щит держат два вооружённых стальными латами и мечами подпоясанных воина, держащие в руках знаки с изображёнными на них: с правой стороны — родовым гербом, с левой стороны — вышеописанным львом в тех же полях и положении. Внизу щита приложена золотая надпись: «FORTITUDINE ET CONSTANTIA», что в переводе с латыни означает «храбростию и постоянством».

«Графы Орловы произошли от древней благородной Германской фамилии из Польской Пруссии. В Графское Всероссийской Империи достоинство пожалованы 1762 года сентября в 22 день. Всё сиё подтверждается выданными им Графам Орловым на сиё достоинство Дипломами, с коих копии хранятся в Геральдии.»

### Герб Орловых (Гербовник V, 150 и VIII, 4)

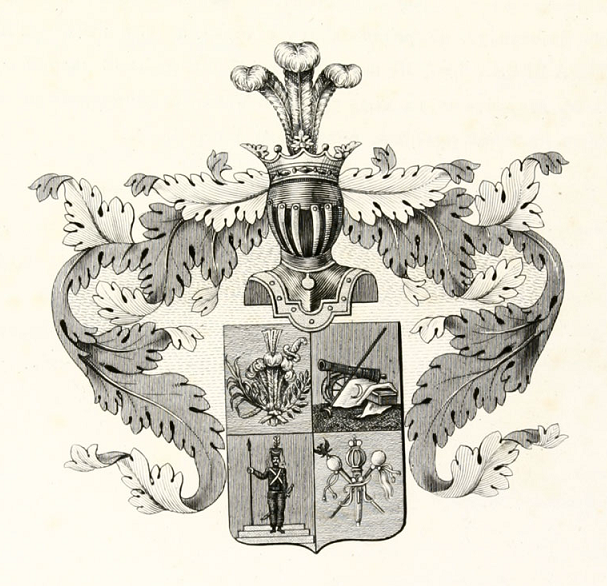
Герб Орловых

Щит разделён на четыре части из которых в первой в голубом поле диагонально изображена золотая, бриллиантами осыпанная, сабля и бриллиантовое перо с лавровой и пальмовой ветвями. Во второй части в красном поле находится чёрная пушка на поставленном на траве лафете и опрокинутое белое знамя с серебряной луной на нём. В третьей части в красном же поле у подошвы щита находятся три золотые бруска на которые поставлен вооружённый казак с пикой в руке. В четвёртой части в голубом поле положены крестообразно три золотых знака, употребляющиеся казачьими атаманами, на среднем из которых изображено имя императора Павла I. Щит увенчан обыкновенным дворянским шлемом с дворянской короной на нём и тремя страусиными перьями. Намёт на щите красный, подложенный серебром.

«Генерал от кавалерии Василий, Генерал-Майор Алексей и Полковник Михайла Петровы дети Орловы, в продолжение военной службы были в разных походах и сражениях, жалованы орденами и другими знаками почестей и Монарших милостей; а 1800 года Сентября в 5-й день, Всемилостивейше пожалованы на дворянское достоинство дипломом, с коего копия хранится в Геральдии.»

### Герб Орлова (Гербовник VIII, 143)

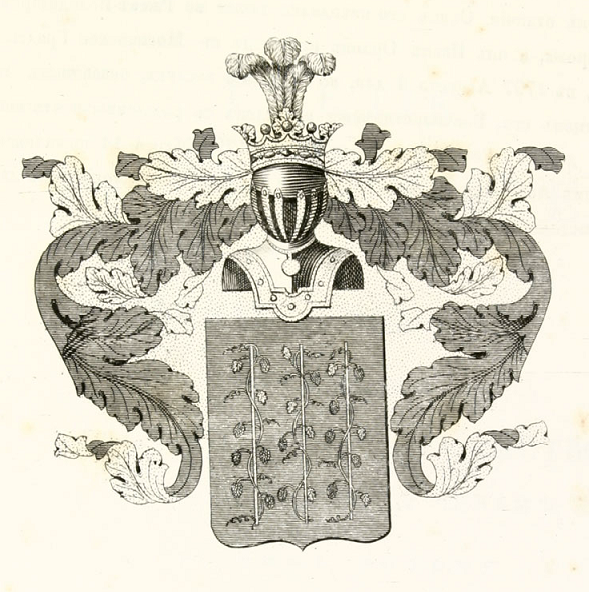
Герб Орлова

В щите, имеющем голубое поле, вертикально изображены три золотые виноградные ветви с плодами. Щит увенчан дворянскими шлемом и короной с страусиными перьями. Намёт на щите голубой, подложенный золотом.

«Ивана Дмитриева сына Орлова дед, будучи города Ржева-Володимирова Бургомистром, за приращение таможенных доходов, в 1703 году удостоился получить от ГОСУДАРЯ ИМПЕРАТОРА ПЕТРА ВЕЛИКАГО знак отличия. Отец его находился также во Ржеве-Володимирове Бургомистром, а он Иван Орлов перешед в Московское Градское Общество, в 1797 Августа 4 дня, в уважение заслуг, оказанных дедом и отцом его, Всемилостивейше возведён с рождёнными от него детьми в дворяне Российской Империи, в 1798 Марта 14 пожалован Коллежским Асессором, и в 1799 году Апреля 24 дипломом на дворянское достоинство, с которого копия хранится в Геральдии».

### Герб рода Орловых (потомство Иова Иосифовича, Гербовник VIII, 91)

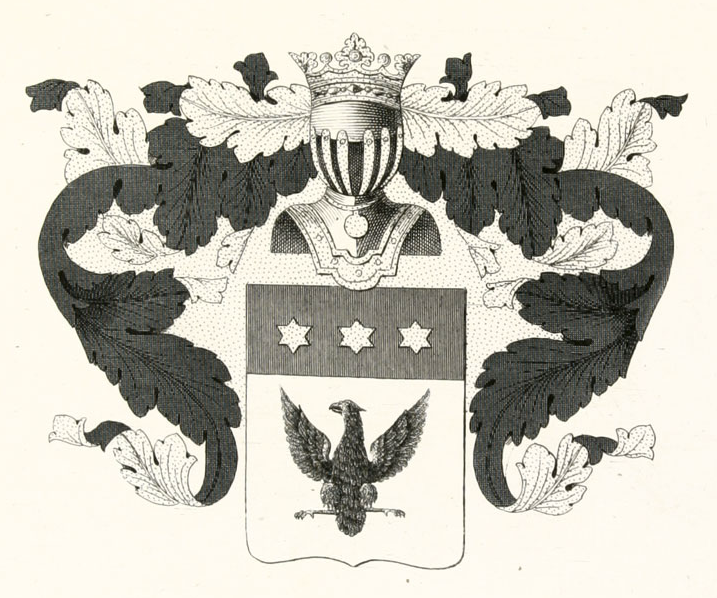
Герб рода Орловых (потомство Иова Осипова Орлова, 1651)

Серебряный щит имеет красную вершину с изображением трёх шестиконечных золотых звёзд. Ниже, в серебряном поле находится чёрный одноглавый орёл с распростёртыми крыльями. Щит увенчан дворянскими шлемом и короной. Намёт на щите чёрный, подложенный золотом.

Фамилии Орловых за Иовом Осиповым сыном Орловым в 1651 году состояли поместья. Равным образом и другие потомки Орловы служили дворянские службы. Происшедший же от сего рода Яков Селивёрстов сын Орлов с родственниками в 1796 году Декабря 11 по указу ЕГО ВЕЛИЧЕСТВА блаженной и вечной славы достойный памяти ГОСУДАРЯ ИМПЕРАТОРА ПАВЛА ПЕРВАГО утверждены в дворянском предков их достоинстве. Всё сиё доказывается справками.

### Герб князя Алексея Федоровича Орлова

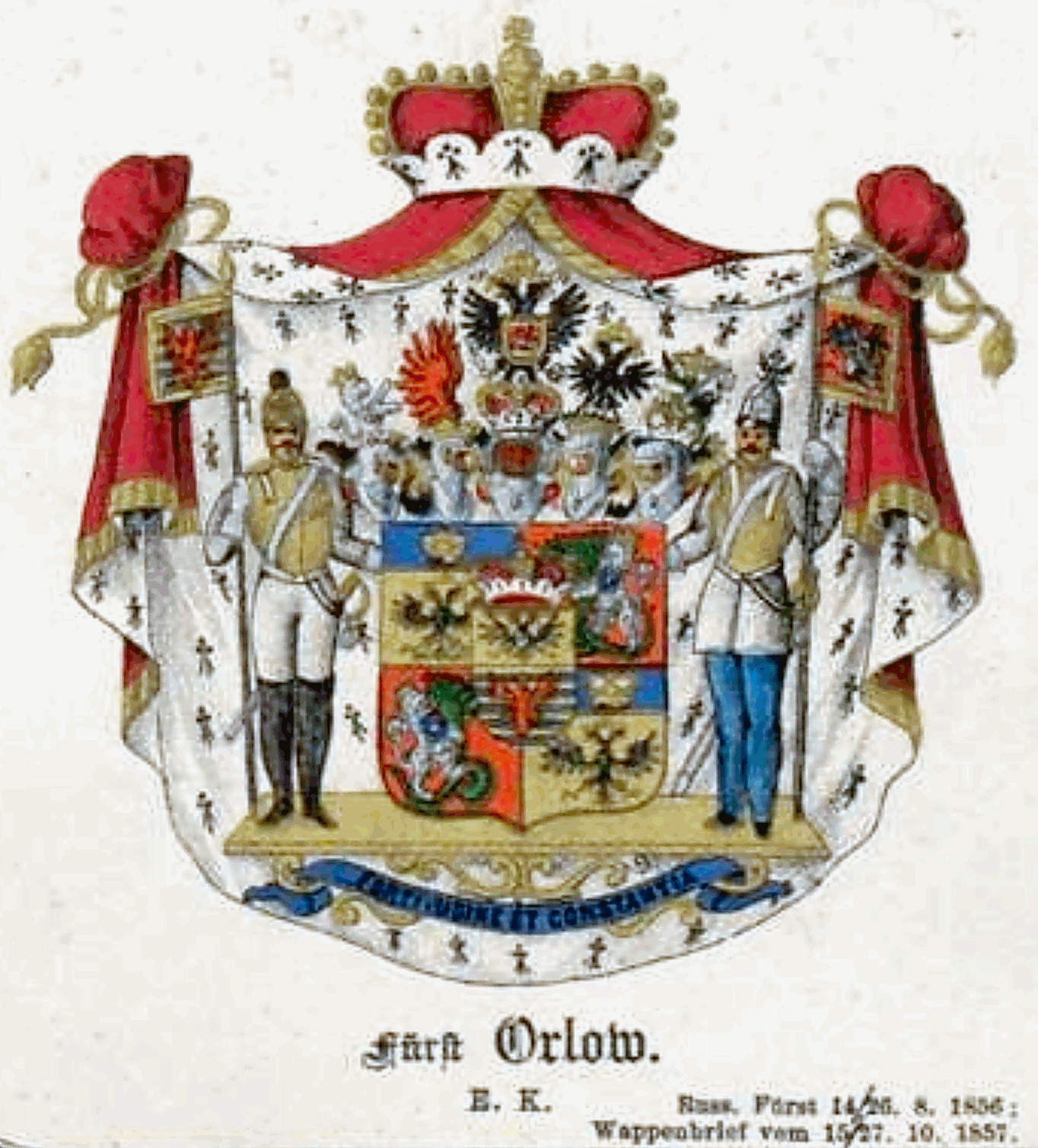
Герб князя Орлова

Щит, рассечённый на четыре части: в первой и четвёртой — в золотом поле чёрный коронованный двумя коронами орёл и под ним в лазуревой вершине щита золотая императорская корона. А во второй и третьей частях — в красном поле горностаевый лев (стоящий на задних лапах), раздирающий бронзового цвета гидру и увенчанный золотою о пяти зубцах короною, имея на груди лазуревый щиток с золотым лапчатым крестом. Раздирание гидры на геральдическом языке должно напоминать участие графа Алексея Федоровича Орлова в потушении бунта и воинского мятежа 14 декабря 1825 года. Посредине пересечений гербового цита помещён малый щиток с гербом фамилии: в золотом с пятью горизонтальными лазуревыми полосами поле — красный орел.
Намет чёрный с золотом. Над короною пять шлемов с нашлемниками; в первом — над княжескою короною возникающий орёл; во втором — с правой стороны над дворянскою короною два сомкнутые орлиные крыла червлёного цвета; на третьем — слева бурлет с серебром с возникающим из него львом; на четвёртом — графская корона и на ней орёл; на пятом — княжеская корона и на ней крестообразно масличная ветвь и меч. Щитодержцы — конногвардейцы в форме: справа — времён Николая I, слева — Александра II. Под щитом на лазуревой ленте девиз: «Fortitudine et constantia» (твердостью и постоянством). Герб князя Орлова внесён в Часть 12 Общего гербовника дворянских родов Всероссийской империи, стр. 10.

«Граф Алексей Фёдорович Орлов в службу вступил в 1801 году в Государственную Коллегию Иностранных Дел юнкером, потом переведён был Лейб-Гвардии в Гусарский полк тем же званием и происходя постепенно чинами 1817 года произведён в Генерал-Майоры, 1820 в Генерал-Адъютанты, а 1825 Декабря в 25 день Всемилостивейше пожалован с потомством Графским Российской Империи достоинством и на оное в 13 день Апреля 1826 года Высочайше утверждён ему Графу Орлову герб, с коего копия хранится в Герольдии».
Высочайшим указом, данным Правительствующему Сенату в 26 день августа 1856 г., председатель государственного совета и комитетов: министров, Кавказского и Сибирского, генерал-адъютант, генерал от кавалерии граф Алексей Федорович Орлов, в воздаяние достохвального служения и незабвенных заслуг Отечеству, ознаменованных в последнее время благотворным делом примирения с враждовавшими против России европейскими державами, возведен в княжеское Российской Империи достоинство и на оное 28 ноября 1858 года пожалована грамота; герб же Высочайше утвержден 15 октября 1857 года. Описание заслуг генерал-адъютанта, генерала от кавалерии Князя Алексея Федоровича Орлова находится в X части Гербовника на стр. 9, а происхождение рода описано в 1-й части Гербовника на стр. 23 и 24.

## Известные представители рода Орловых

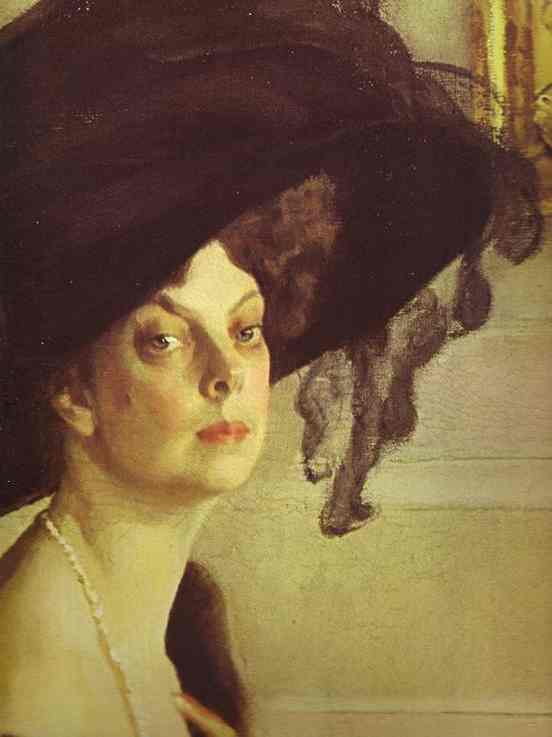
Серов В. А. Портрет княгини Ольги Орловой, урождённой княжны Белосельской-Белозерской, 1911. Фрагмент

- Иван Иванович Орлов (ум. 1693) — стряпчий
  - Орлов, Григорий Иванович (1685—1746) — новгородский губернатор, действительный статский советник.
    - Орлов, Иван Григорьевич (1733—1791) — граф, помещик.
    - Орлов, Григорий Григорьевич (1734—1783) — князь, русский военный и государственный деятель, фаворит императрицы Екатерины II.
    - Орлов, Алексей Григорьевич (1737—1807/1808) — граф, русский военный и государственный деятель, генерал-аншеф, сподвижник Екатерины II.
      - Орлова, Анна Алексеевна (1785—1848) — графиня, камер-фрейлина.

    - Орлов, Фёдор Григорьевич (1741—1796) — граф, русский военный и государственный деятель, генерал-аншеф, обер-прокурор Правительствующего Сената.
      - Орлов, Алексей Фёдорович (1787—1862) — князь, российский государственный деятель, генерал-адъютант.
        - Орлов, Николай Алексеевич (1827—1885) — князь, участник Крымской войны, русский дипломат, посол в Брюсселе, Париже и Берлине, военный писатель и общественный деятель.
          - Орлов, Владимир Николаевич (1868—1927) — князь, генерал-лейтенант, начальник Военно-походной канцелярии; жена Орлова, Ольга Константиновна (1874—1923), ур. Белосельская-Белозерская
            - Орлов, Николай Владимирович (1891—1961) — князь; жена — Княжна Императорской крови Романова, Надежда Петровна

      - Орлов, Михаил Фёдорович (1788—1842) — генерал-майор, декабрист.
      - Орлов, Григорий Фёдорович (1790—1850) — полковник.

    - Орлов, Владимир Григорьевич (1743—1831) — граф, генерал-поручик, директор АН.
      - Орлов, Григорий Владимирович (1777—1826) — граф, тайный советник, сенатор и камергер.

  - Орлов, Никита Иванович
    - Орлов, Григорий Никитич (1728—1803) — обер-гофмаршал, президент Придворной конторы.